# Ceratosolen orientalis
Ceratosolen orientalis är en stekelart som beskrevs av Wiebes 1963. Ceratosolen orientalis ingår i släktet Ceratosolen och familjen fikonsteklar. Inga underarter finns listade i Catalogue of Life.